# Kleefkruid
Kleefkruid of kattenklauw (Galium aparine) is een plant uit de sterbladigenfamilie (Rubiaceae). De plant dankt haar naam aan het feit dat ze vast blijft zitten aan alles wat erlangs strijkt. Dat komt door de vele haakjes die aan de stengel en de vruchten van kleefkruid zitten. Planten en vruchtjes blijven hangen in de vacht van dieren, waaronder vrijwel alle zoogdieren. Zo worden de vruchten over grote afstand verspreid.
De bladeren zijn boven het midden het breedst en eennervig. Ze staan in kransen van zeven bijeen. Ook de bladeren zijn voorzien van haakjes, maar minder dan de rest van de plant. De stengel is verdikt aan de toppen.
De bloeiperiode is van mei tot oktober. Kleefkruid heeft dan kleine onopvallende witte bloempjes. Deze bloempjes zijn 2 mm in doorsnee. Uit deze bloemen ontstaan kleine vruchtjes met vele haakjes eraan. De vruchten zitten twee aan twee en zijn 6-8 mm groot. Ze zijn paarsachtig of groen.

## Voorkomen
Kleefkruid komt op veel plaatsen voor. Het kan zowel in de zon als in de schaduw groeien. Op een voedselrijke vochtige bodem vormt de soort matten waardoor andere planten op die plek geen kans meer krijgen. De plant groeit vaak tussen brandnetels, dovenetels en fluitenkruid.

## Afbeeldingen

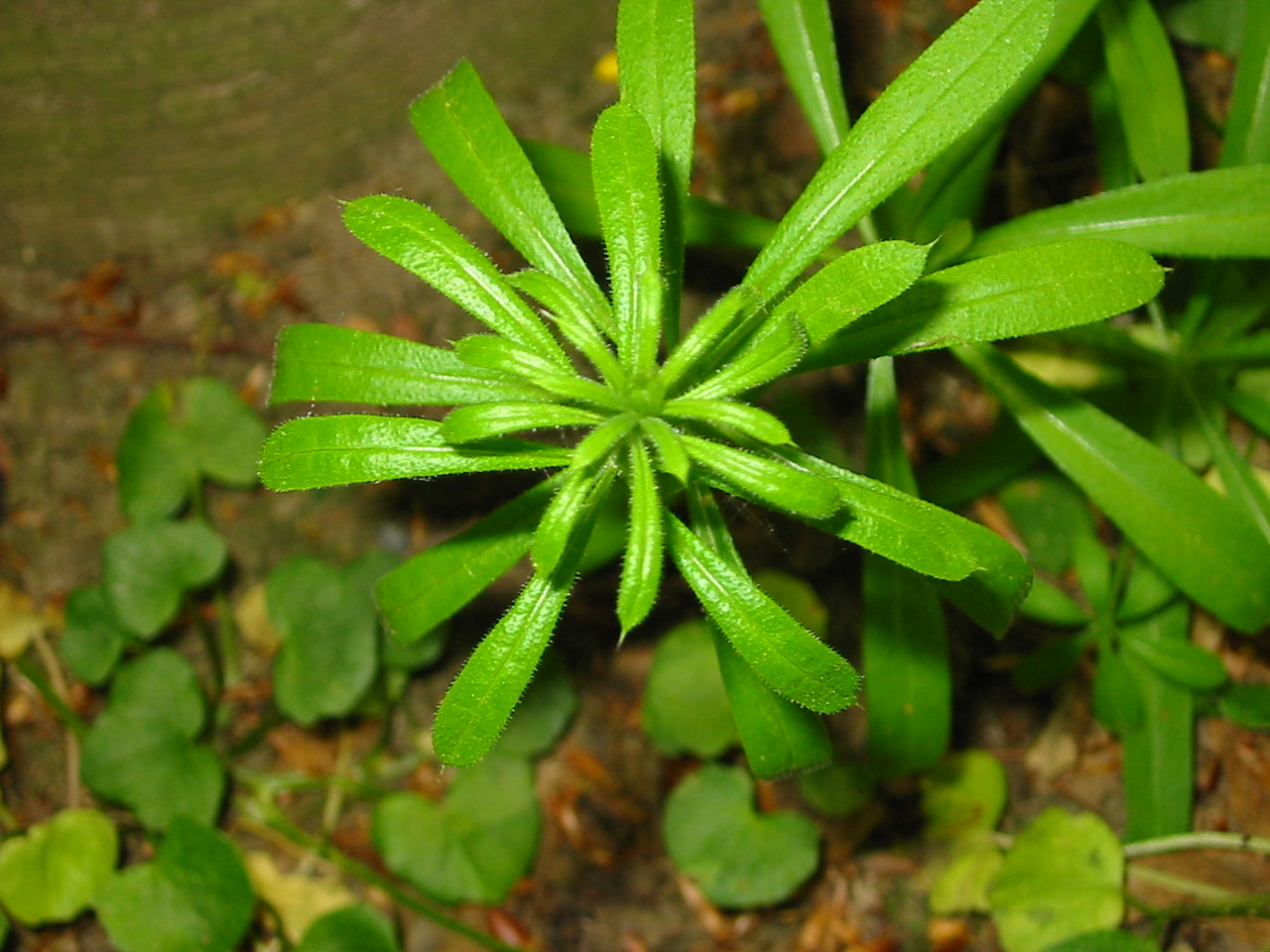
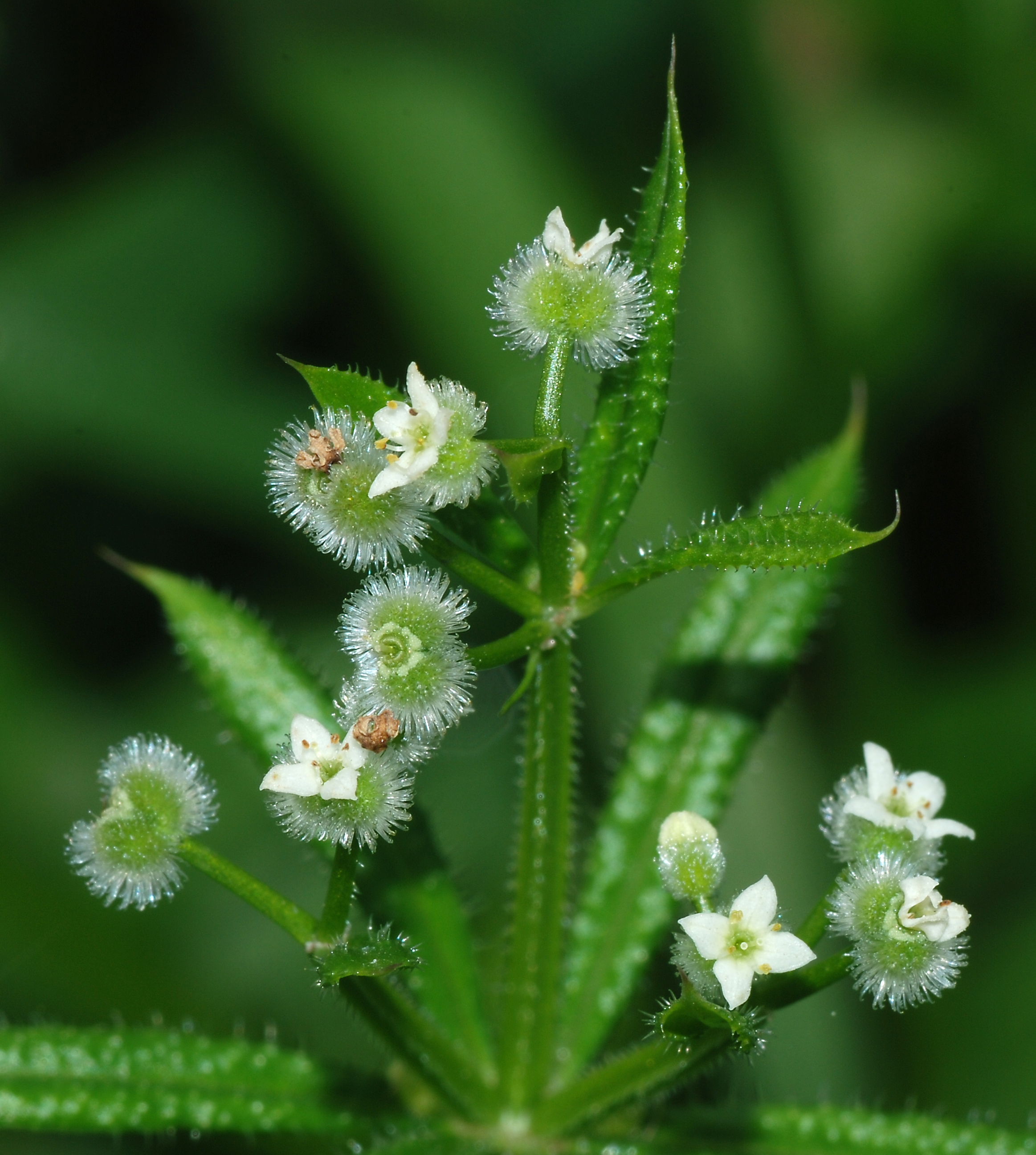
Bloemen
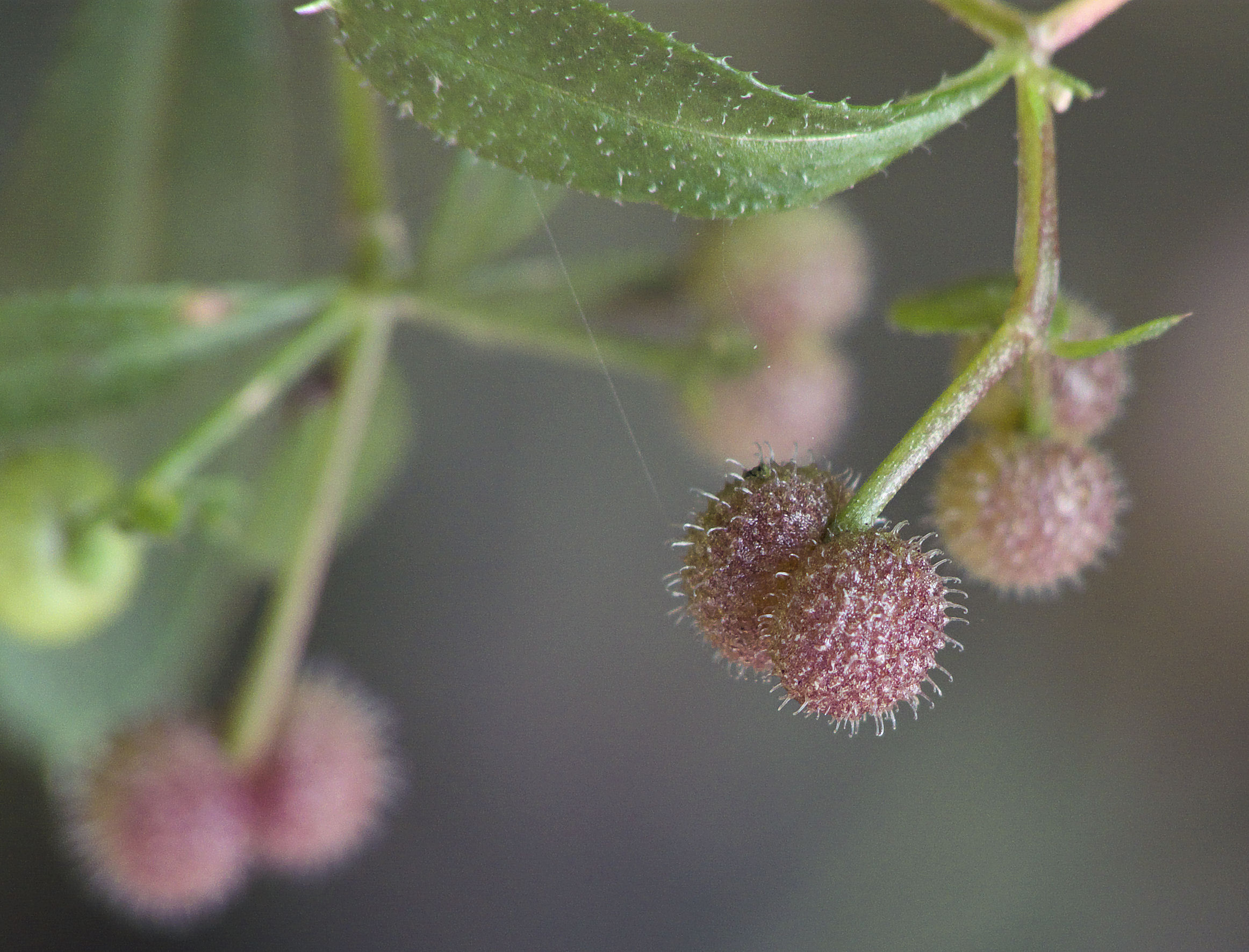
Vruchten